# La Legione dei Super-Eroi nel 31º secolo
Legione dei Super-Eroi nel 31º secolo è un fumetto della DC Comics basato sulla serie animata della Warner Bros. Animation Legion of Super Heroes, che andò in onda fin dall'inverno del 2006 che, in parte, si basa sulla squadra di super eroi della DC Comics omonima che compare in diversi fumetti DC fin dal 1958. Il fumetto si ambienta nell'Universo Animato DC come opposto all'Universo DC originale, in cui la Legione originale esiste; ma, come la serie TV, presenta versioni stilizzate dei personaggi della Legione originale. Il fumetto fu scritto da J. Torres con illustrazioni di Chynna Clugston-Flores, e terminò con il n. 20.